# Banihal Qazigund Road Tunnel
Der Banihal Qazigund Road Tunnel ist ein Straßentunnel im Unionsterritorium Jammu und Kashmir in Indien. Der Tunnel besteht aus zwei Röhren mit jeweils zwei Fahrspuren und ist mit einer Länge von 8,45 km einer der längsten Straßentunnel des Landes. Der Name kommt von den beiden Orten an den Tunnelöffnungen.

## Lage und Bedeutung
Der Tunnel ist Teil des National Highway 44, der die Region Jammu und Kashmir mit den Rest Indiens verbindet. Er unterquert auf rund 1800 m Höhe die Gebirgskette Pir Panjal im Vorderen Himalaya. Der Tunnel ersetzt den 400 m höher gelegenen und aus den 1950er Jahren stammenden, 2,85 km langen Jawahar-Tunnel. Die Fahrtzeit verkürzt sich um ein bis zwei Stunden. Die bisherige kurvenreiche Strecke musste im Winter oft wegen Schneefalls oder Lawinengefahr gesperrt werden, sie war zudem durch Erdrutsche gefährdet. Der neue Tunnel ermöglicht eine ganzjährige Befahrbarkeit. Der Tunnel ist Bestandteil eines umfangreichen Infrastrukturprojekts zugunsten der im Himalaya gelegenen Region Jammu und Kashmir. Die Maßnahme soll dazu dienen, die Lebensumstände und die wirtschaftlichen Grundlagen der dortigen Bevölkerung grundlegend zu verbessern. Auch militärische Gesichtspunkte spielen eine Rolle.

## Bauwerk
Der Tunnel besteht aus zwei parallelen Röhren mit je 7 m Durchmesser. Jede Röhre hat zwei Fahrspuren und ist ca. alle 500 mit der Nachbarröhre verbunden. Die Baumaßnahmen begannen im Jahr 2011, im Februar 2018 erfolgte der Durchschlag der ersten Röhre und drei Monate später der zweiten Röhre. Die Eröffnung wurde am 4. August 2021 in Anwesenheit von Nitin Gadkari, Minister im Kabinett Modi II, gefeiert.
Die Baukosten haben 2,1 Mrd. Indische Rupien betragen (ca. 270 Mio. €). Nach Abschluss der Restarbeiten wird erwartet, dass die Nutzung mautpflichtig ist.
Die technische Ausstattung des Tunnels entspricht internationalen Maßstäben. Das Bauwerk verfügt über künstliche Belüftung und umfangreiche Sicherheitsvorkehrungen einschließlich einer ständigen Überwachung über Monitore.